# Lepikkoluoto
Lepikkoluoto är en ö i Finland. Den ligger i sjön Sysmä och i kommunen Jorois i den ekonomiska regionen  Pieksämäki ekonomiska region  och landskapet Södra Savolax, i den södra delen av landet, 260 km nordost om huvudstaden Helsingfors. Öns area är 1,9 hektar och dess största längd är 310 meter i nord-sydlig riktning.